# Friedrich Leopold Cornely
Friedrich Leopold Cornely (* 1. September 1824 in Dülken; † 26. Juni 1885 in Aachen) war ein deutscher Notar und Politiker.

## Leben
Friedrich Leopold Cornely besuchte bis 1842 das Marzellengymnasium in Köln und studierte Rechtswissenschaft in Heidelberg und Bonn. 1843 wurde er Mitglied der Burschenschaft Fridericia Bonn und 1844 Mitstifter der Burschenschaft Alemannia Bonn. Anschließend war er Referendar und Notariatskandidat in Mönchengladbach. Ab 1858 war er Notar in Treis und ab 1869 in Aachen. Er war Aufsichtsratsmitglied der Gladbacher Feuerversicherungsgesellschaft.
Von 1863 bis 1867 und von 1869 bis 1870 war Cornely Mitglied des Preußischen Abgeordnetenhauses. Von 1867 bis 1871 war er außerdem Abgeordneter im  Reichstag des Norddeutschen Bundes für den Wahlkreis Koblenz 6 (Adenau, Cochem, Zell). In dieser Eigenschaft war er zugleich Mitglied des Zollparlaments. Er gehörte der Deutschen Fortschrittspartei an.